# ترك اويز (مقاطعة دلفان)
ترك اويز (بالفارسية: ترک اویز) هي قرية تقع في قسم كاكاوند الغربي الريفي (مقاطعة دلفان) في إيران. يقدر عدد سكانها بـ 33 نسمة بحسب إحصاء 2016.